# 志尊淳
志尊 淳（しそん じゅん、1995年〈平成7年〉3月5日 - ）は、日本の俳優、タレント。東京都出身。2023年12月31日までワタナベエンターテインメントに所属していた。若手男性俳優集団D-BOYSおよびD2の元メンバーである。

## 略歴
芸能プロダクションや雑誌のスナップ写真撮影者から、街頭スカウトを受ける機会が多く、芸能界に興味を持つ。当初は芸能事務所に入るのはハードルが高いと感じ読者モデルから始めたが、モデル活動の中で同年代の俳優たちと知り合い本格的に芸能界入りを目指すようになり、ワタナベエンターテインメントの養成所ワタナベエンターテインメントスクールに入学する。
2011年にワタナベエンターテイメントスクールを卒業。同年7月にD2に加入、ミュージカル『テニスの王子様』2ndシーズンの向日岳人役で俳優デビューする。本来の養成期間は1年間であったが、3ヶ月目の審査会で1位に選ばれ、スタッフの勧めで『テニスの王子様』のオーディションを受けて合格し、そのままワタナベエンターテインメントへ所属する運びとなり、同所でもレアケースであったという。
2013年10月、D2がD-BOYSに加入し、D-BOYSメンバーとなる。
2014年、スーパー戦隊シリーズ『烈車戦隊トッキュウジャー』の主演・ライト / トッキュウ1号役でテレビドラマ初主演を果たした。
2017年、『春のめざめ』で舞台初主演。
2018年1月にトランスジェンダーの役で主演を務めた『女子的生活』（NHK）は、第73回文化庁芸術祭賞 テレビ・ドラマ部門で放送個人賞を受賞するなど高い評価を受けた。
2019年11月、「ベストスタイリングアワード2019」男性部門を受賞し、「WEIBO Account Festival in Japan 2019」躍進俳優賞を受賞した。
2020年6月、新型コロナウイルス感染症に対応する医療従事者へ向け、日本赤十字社と共同募金会へ合計1000万円を寄付すると表明した。
2022年5月、『バブル』で劇場アニメ初主演。
2023年10月、志尊淳オフィシャルサイトとオフィシャルファンクラブ『S.S.J』を開設した。同年12月31日にワタナベエンターテインメントを退社した。
2024年1月、個人事務所を設立しマネージメント業務を移行した。同月、令和6年能登半島地震の被災地支援に500万円を寄付したことを報告した。

## 人物
17歳のとき、実家から住民票を移して家出をし一人暮らしを始める。1年ほど家族とは連絡をとらないと決め、音信不通が続いた。
スポーツを愛好しており、芸能界に入る前は野球・サッカー・総合格闘技などに熱中していた。
『烈車戦隊トッキュウジャー』の撮影当初は、自身の演技プランと監督の考えが少しでもずれているとすべてをやり直そうとして、すぐには対応できなかったという。
嵐の『ハダシの未来』などを作詞・作曲しているミュージシャンの宮崎歩は叔父。

## 出演
※役名の太字は主演作品。

### テレビドラマ
- D×TOWN 第3弾『ボクらが恋愛できない理由』（2012年、テレビ東京） - 佐々木誠 役
- 青空の卵 第4話 - 第6話（2012年8月18日 - 9月1日、BS朝日） -  安藤純 役
- D-BOYS ショートフィルムフェスティバル『10分な学級会』（2014年1月24日、朝日放送） - 主演・横内歩 役
- スーパー戦隊シリーズ（テレビ朝日） - ライト / トッキュウ1号 役
  - 烈車戦隊トッキュウジャー（2014年2月16日 - 2015年2月15日） - 主演
    - 烈車戦隊トッキュウジャーVS仮面ライダー鎧武 春休み合体スペシャル（2014年3月30日）[注釈 1]

  - 爆上戦隊ブンブンジャー バクアゲ32（2024年10月6日）[21]
- 表参道高校合唱部!（2015年7月17日 - 9月24日、TBS） - 夏目快人 役[22]
- あの日見た花の名前を僕達はまだ知らない。（2015年9月21日、フジテレビ） - ゆきあつ（松雪集） 役
- 5→9〜私に恋したお坊さん〜（2015年10月12日 - 12月14日、フジテレビ） - 星川天音  役[23]
- ダマシバナシ（2015年12月20日、日本テレビ） - 主演・吉田星也 役
- そして、誰もいなくなった（2016年7月17日 - 9月11日、日本テレビ） - 五木啓太 役[24]
- ほんとにあった怖い話（フジテレビ）
  - 夏の特別編2016 『誘う沼』（2016年8月20日） - 高松直樹 役
  - 夏の特別編2017 『コール』（2017年8月19日） - 深川篤史 役[25]
- プリンセスメゾン（2016年10月25日 - 12月13日、NHK BSプレミアム） - 奥田直人 役[26]
- わたしに運命の恋なんてありえないって思ってた（2016年12月20日、関西テレビ制作・フジテレビ） - 緑谷拓 役[27]
- きみはペット（2017年2月6日 - 6月19日、フジテレビ） - 主演・合田武志 役[28]
- CDTV春スペシャル 卒業ソング音楽祭2017 ショートドラマ『ひまわりの約束』（2017年3月30日、TBS）[29]
- 下北沢ダイハード 第4話（2017年8月12日、テレビ東京） - 深大寺 役
- 植木等とのぼせもん（2017年9月2日 - 10月21日、NHK総合） - 松崎雅臣 役[注釈 2][30]
- アイ〜私と彼女と人工知能〜（2017年10月3日 - 10日、フジテレビ） - 今泉聖治 役[31]
- 世にも奇妙な物語 2017年 深夜の特別編 『SON-TAKU』（2017年10月9日、フジテレビ） - 富田圭介（トミー・R2X） 役
- 女子的生活（2018年1月5日 - 26日、NHK総合） - 主演・小川みき 役[32]
- トドメの接吻（2018年1月7日 - 3月11日、日本テレビ） - 小山内和馬 役[33]
- ドルメンX（2018年3月10日 - 4月1日、日本テレビ） - 主演・隊長 役 [34]
- 連続テレビ小説（NHK）
  - 半分、青い。 第21話 - 第156話（2018年4月25日 - 9月29日） - 藤堂誠（ボクテ） 役[35]
  - らんまん 第10回 - 第65回・第82回 - 第130回（2023年4月14日 - 6月30日・7月25日 - 9月29日） - 井上竹雄 役[36][37]
- 太陽を愛したひと〜1964あの日のパラリンピック〜（2018年8月22日、NHK総合） - 土山アキラ 役
- それでも恋する（2018年10月6日、TBS） - 渡邉空 役[38]
- ハケン占い師アタル（2019年1月17日 - 3月14日、テレビ朝日） - 品川一真 役[39]
- Heaven? 〜ご苦楽レストラン〜（2019年7月9日 - 9月10日、TBS） - 川合太一 役[40]
- 潤一（2019年7月13日 - 8月17日、関西テレビ） - 主演・潤一  役[41]
- 金魚姫（2020年3月29日、NHK BSプレミアム） - 主演・潤  役[42]
- 探偵・由利麟太郎（2020年6月16日 - 7月14日、関西テレビ・フジテレビ） - 三津木俊助 役[43]
- 天使にリクエストを〜人生最後の願い〜（2020年9月19日 - 10月17日、NHK総合） - 寺本春紀 役[注釈 3][44]
- 極主夫道（2020年10月11日 - 12月13日、日本テレビ） - 赤宮雅 役[45]
  - 極主夫道 爆笑!カチコミSP（2022年5月27日、日本テレビ） [46]
- 大河ドラマ 青天を衝け 第21回 - 第32回（2021年7月4日 - 10月24日、NHK） - 杉浦愛蔵（譲） 役[47][48]
- ムチャブリ! わたしが社長になるなんて（2022年1月12日 - 3月16日、日本テレビ） - 大牙涼 役[49]
- unknown 第4話（2023年5月9日、テレビ朝日） - 座山道男 役[50]
- ミステリと言う勿れ 特別編（2023年9月9日、フジテレビ） - 相良レン 役[51]
- フェルマーの料理（2023年10月20日 - 12月22日、TBS） - 主演・朝倉海 役[注釈 4][52]
- ザ・トラベルナース 最終話（2024年12月19日、テレビ朝日） - 阿部湊 役[53]
- 日本一の最低男 ※私の家族はニセモノだった（2025年1月9日 - 3月20日、フジテレビ） - 小原正助 役[54][55]
- 恋は闇（2025年4月16日 - 6月18日、日本テレビ） - 主演・設楽浩暉 役[注釈 5][56]
- ダメマネ! -ダメなタレント、マネジメントします- 第1話（2025年4月20日、日本テレビ） - 設楽浩暉 役[57]

### 映画
- テニミュ映画祭（2012年・2013年） - 向日岳人 役
- 携帯彼女+（2012年） - 主演・須藤和也 役
- スーパー戦隊シリーズ
  - 獣電戦隊キョウリュウジャーVSゴーバスターズ 恐竜大決戦! さらば永遠の友よ（2014年） - トッキュウ1号 役
  - 平成ライダー対昭和ライダー 仮面ライダー大戦 feat.スーパー戦隊（2014年） - ライト / トッキュウ1号 役
  - 烈車戦隊トッキュウジャー THE MOVIE ギャラクシーラインSOS（2014年） - 主演・ライト / トッキュウ1号 役
  - 烈車戦隊トッキュウジャーVSキョウリュウジャー THE MOVIE（2015年） - 主演・ライト / トッキュウ1号 役
  - 手裏剣戦隊ニンニンジャーVSトッキュウジャー THE MOVIE 忍者・イン・ワンダーランド（2016年） - ライト / トッキュウ1号 役
- 先輩と彼女（2015年） - 主演・美野原圭吾 役[58]
- 全員、片想い『嘘つきの恋』（2016年） - 主演・マコト 役 [59][60]
- 疾風ロンド（2016年） - 高野誠也 役
- サバイバルファミリー（2017年） - 斉藤翔平 役
- 帝一の國（2017年） - 榊原光明 役[61]
- 覆面系ノイズ（2017年） - 杠花奏（ユズ） 役[62]
- 探偵はBARにいる3（2017年） - 波留 役[63]
- ドルメンX（2018年） - 主演・隊長 役 [34]
- 走れ!T校バスケット部（2018年） - 主演・田所陽一 役[64]
- フォルトゥナの瞳（2019年） - 金田大輝 役[65]
- 劇場版 おっさんずラブ 〜LOVE or DEAD〜（2019年） - 山田正義 役[66]
- HiGH&LOW THE WORST（2019年） - 上田佐智雄 役[67]
  - HiGH&LOW THE WORST X（2022年）[68]
- 一度死んでみた（2020年） - 野畑製薬の社員 役[69]
- さんかく窓の外側は夜（2021年） - 主演・三角康介 役[注釈 6][70][71]
- キネマの神様（2021年） - 水川 役[72]
- 人と仕事（2021年）[73]
- 極主夫道 ザ・シネマ（2022年） - 赤宮雅 役[74][75][76]
- 52ヘルツのクジラたち（2024年） - 岡田安吾 役[77]

### オリジナルビデオ
- スーパー戦隊シリーズ - ライト / トッキュウ1号 役
  - 仮面ライダー大戦DVD Feat.トッキュウジャー（2014年4月1日）
  - 烈車戦隊トッキュウジャー テレマガ発とくべつ烈車出発進行!!（2014年4月30日） - 主演
  - テレマガとくせいDVD 烈車戦隊トッキュウジャー さらばチケットくん! 荒野の超トッキュウバトル!!（2014年9月1日） - 主演
  - テレマガとくせい栄光の全38大スーパー戦隊レジェンド&トッキュウDVD（2014年12月26日） - 主演
  - 行って帰ってきた烈車戦隊トッキュウジャー 夢の超トッキュウ7号（2015年6月24日） - 主演

### 舞台
- ミュージカル・テニスの王子様2ndシーズン（2011年 - 2014年） - 向日岳人 役
  - 青学vs氷帝（2011年7月 - 9月、JCBホール 他）
  - Dream Live 2011（2011年11月、神戸ワールド記念ホール / 横浜アリーナ）
  - 青学vs六角 （2011年12月 - 2012年2月、日本青年館 他）
  - 春の大運動会 2012（2012年5月、有明コロシアム）
  - Dream Live 2013（2013年4月 - 5月、横浜アリーナ / 神戸ワールド記念ホール）
  - 全国大会 青学vs氷帝（2013年7月 - 9月、TOKYO DOME CITY HALL 他）
  - 春の大運動会 2014（2014年4月、横浜アリーナ）
  - Dream Live 2014（2014年11月、神戸ワールド記念ホール / さいたまスーパーアリーナ）
- タンブリング vol.3（2012年8月 - 9月、東京国際フォーラムホールC 他）- 土橋晃 役
- Dステ 12th『TRUMP』（2013年1月 - 2月、サンシャイン劇場 / ABCホール） - ラファエロ・デリコ / アンジェリコ・フラ 役
- 春どこ2012（2012年2月、NEW PIER HALL）
- 春のめざめ（2017年5月5日 - 6月11日、KAAT神奈川芸術劇場 他、演出・白井晃） - 主演・メルヒオール 役[9][78]
- NODA・MAP 第23回公演『Q：A Night At The Kabuki』（2019年10月8日 - 12月11日、東京芸術劇場 他2会場） - 平の瑯壬生 / 瑯壬生の面影 役[79]
  - NODA・MAP 第25回公演『Q：A Night At The Kabuki Inspired by A Night At The Opera』（2022年7月29日 - 10月30日、東京芸術劇場 他3会場）[80]
- スジナシ BLITZ シアターVol.12（2020年9月8日、赤坂BLITZ）[81]

### 声の出演

#### 劇場アニメ
- バブル（2022年） - 主演・ヒビキ 役[15]

#### 吹き替え
- バンブルビー（2019年） - メモ 役〈ジョージ・レンデボーグ・Jr〉[82]
- 2分の1の魔法（2020年） - 主演・イアン・ライトフット 役〈トム・ホランド〉[83]

### バラエティ番組
- D2のメシとも!（2011年8月 - 9月、朝日放送テレビ）
- TV・局中法度!（2012年10月 - 2013年3月、tvk 他3局） - 加納惣三郎 役ほか
- 東京エトワール音楽院（2012年10月 - 2013年3月、日本テレビ） - エトワール候補生
- 痛快TV スカッとジャパン『胸キュンスカッと』(2017年4月24日・11月27日、フジテレビ)

### 教育番組
- エイエイGO!（2015年4月5日 - 2016年3月27日、NHK Eテレ）
- Nコン2020 みんなのコンサート（2020年11月23日、NHK Eテレ） - 司会[84][85]

### ドキュメンタリー番組
- 24時間テレビ48 愛は地球を救う（2025年8月30日・31日〈予定〉、日本テレビ） - チャリティーパートナー[86]

### CM
- バンダイ「トッキュウジャー変身シリーズ」（2014年）
- 明治安田生命「ライト!モッタイナイ」篇（2016年）[87]
- リクルートジョブズ「タウンワーク」（2016年）[88]
- SoftBank（2018年）[注釈 7][89]
- ラクマ「売れた」篇（2018年）
- カレーハウスCoCo壱番屋「はじめてのココイチ」篇（2018年）
- LINEマンガ「ゴッド・オブ・ハイスクール/志尊淳おすすめ」篇（2020年）[90]
- 明治「明治ザ・チョコレート カカオ語る篇『驚き』」（2020年）[91]
- スクウェア・エニックス「FFBE幻影戦争」（2020年）
- マクドナルド
  - 「ごはんバーガー」（2021年）[92]
  - 「三角チョコパイ」（2022年）[93]
  - 「マックカフェ」（2023年）[94]
- ミクシィ「モンスターストライク」（2021年）[95]
- 東京シティ競馬（2021年 - ）[96][97]
- SHARP
  - 「AQUOS PHONE」（2021年 - ）[98][99][100]
  - 「エネルギーソリューション AIある太陽光」（2025年 - ）[101]
- 花王 キュキュット クリア除菌「難しく考えない」篇 （2022年）[102][103]
- リクルート「SUUMO」（2023年）[104]
- アトラス「ペルソナ5」
  - 「ペルソナ5 ザ・ロイヤル」（2023年）[105]
  - 「ペルソナシリーズ ブランドCM」（2023年）[106]
  - 「ペルソナ3 リロード」（2024年）[107]
- ECC
  - ECCジュニア「対談」篇（2024年）[108]
  - ECCシニア「健康寿命 わくわく英語 / いきいき脳活」篇（2024年）[109]
- キリンビール
  - 「キリン一番搾り生ビール」（2024年）[110]
  - 「キリン 華よい」（2024年）[111]
- 2024年東京都知事選挙 イメージキャラクター（2024年）[112]
- ユニバーサルミュージック「#ぼくらの夏曲キャンペーン」（2024年 ）[113]
- 参天製薬「ヒアレインS」（2024年）[114]
- ドリコム・ウォルト・ディズニー・ジャパン「Disney STEP」（2025年）[115]

### 配信ドラマ
- アイ〜私と彼女と人工知能〜 パラレルドラマ編（2017年10月10日、FOD）[116]
- リモートな恋（2020年6月8日 - 6月14日、TikTok）[117]
- 三重人格と魔法使い（2020年10月10日 - 、Twitter） - 主演・志尊淳（本人） 役[注釈 8]
- 幽☆遊☆白書（2023年12月14日、Netflix） - 蔵馬 役[118][119]
- 恋は闇 Huluオリジナルストーリー 第2話「過去の闇、未来の光 -ある殺人鬼の始まりと、2人の恋の行方-」（2025年6月18日、Hulu） - 主演・設楽浩暉 役[注釈 5][120]
- グラスハート（2025年7月31日 - 、Netflix） - 坂本一至 役[121][122][123]

### ミュージック・ビデオ
- GReeeeN『贈る言葉』（2018年） - 主演・田所陽一 役[124]
- スキマスイッチ『スキマノハナタバ 〜Smile Song Selection〜』（2020年）[125]

### モデル
- MILKBOY（2013年）
- スピンズ（2013年 - ）
- 小学館エンジェル文庫 咲き誇れYouth!（柏木夕 役 / 小学館 2014年5月23日刊行）
- 東京外環自動車道 三郷南IC - 高谷JCT開通 広告キャラクター（2018年）
- キールズ（2020年）[126]
- Dior（2021年）[127]
- 東京シティ競馬 イメージキャラクター（2021年 - ）[128][97]
- 明治スキンケアヨーグルト「素肌のミカタ」 素肌組リーダー（2021年）[129]
- カルティエ（2021年）[130]
- GUCCI グローバルアンバサダー（2022年 - ）[131][132]
- ECCジュニア 公式アンバサダー（2023年 - ）[133]
- ペルソナシリーズ 公式アンバサダー（2023年 - ）[134]
- NARS cosmetics Friend of NARS（2024年 - ）[135]

## 作品

### DVD
- D2 The First Message #4 池岡亮介×志尊淳（2012年9月、ポニーキャニオン）

### 写真集
- 志尊淳ファースト写真集（2014年8月20日、東京ニュース通信社）[136]ISBN 978-4-86-336421-9
- 志尊淳セカンド写真集『23』（2018年11月24日、株式会社ワニブックス）[137]ISBN 978-4-84-708163-7

### 配信限定シングル
- 参上!!ドルメンX ドルメンX(隊長、イチイ、ニイ、サイ)名義 (2018年3月28日)
- きぼうのあしおと　志尊淳×宮﨑歩名義 (2020年5月28日)

### 映画
- MIRRORLIAR FILMS Season2「愛を、撒き散らせ」（2022年2月18日） - 監督[138]

## 受賞歴
2018年
- 第11回コンフィデンスアワード・ドラマ賞 主演男優賞（NHK総合『女子的生活』）
- 第73回文化庁芸術祭賞 テレビ・ドラマ部門 放送個人賞（NHK総合『女子的生活』）

2019年
- 2019年 エランドール賞「新人賞（TVガイド賞）」

2021年
- 2021年 GQ MEN OF THE YEAR 2021 メン・オブ・ザ・イヤー・インスピレーション賞

2023年
- 第21回ベストフォーマリスト 男性部門